# Polygala amarella
Polygala amarella o polygala enana es una especie de planta fanerógama de la familia Polygalaceae. 

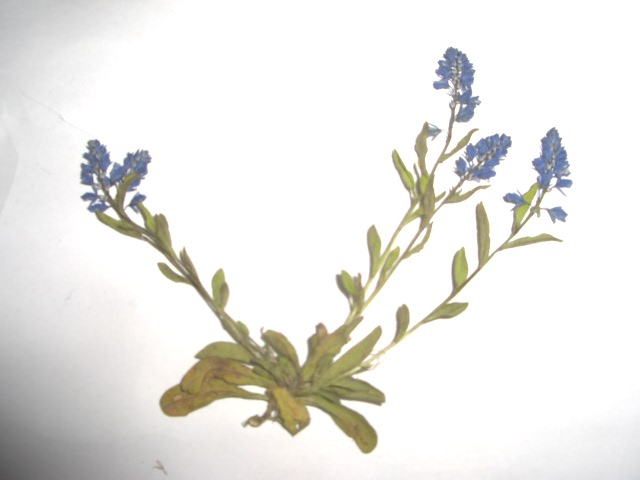
Ilustración

## Distribución y hábitat
Es nativa de Europa que crece en los pastos de hierba de la tierra y la piedra caliza de montaña calcáreos.
En 2009 se presentó en un sello postal de primera clase Royal Mail de la serie "Las plantas en peligro de extinción".

## Taxonomía
Polygala amarella fue descrita por Heinrich J.N. Crantz y publicado en Stirp. Austr. Fasc. ed. 2: 438 1769.
Etimología
Polygala: nombre genérico que deriva del griego y significa
"mucha leche", ya que se pensaba que la planta servía para aumentar la producción de leche en el ganado.
amarella: epíteto latíno que significa "amargo, desagradable".
Sinonimia
- Polygala amara auct.
- Polygala amarella subsp. austriaca (Crantz) Dostál
- Polygala austriaca Crantz[6]